# Catherine Drexel
Pour les articles homonymes, voir Drexel.
Catherine Drexel (en anglais : Katharine Drexel) en religion sœur Marie de Jésus de Philadelphie (en anglais : Mary of Jesus of Philadelphia) née le 26 novembre 1858 à  Philadelphie, est décédée le 3 mars 1955 à Cornwells Heights, est une religieuse américaine fondatrice des Sœurs du Saint Sacrement pour les Indiens et les Noirs et du premier institut catholique d'études supérieures pour les Noirs aux États-Unis.
Sa fête est célébrée le 3 mars.

## Biographie

### Famille et jeunesse
Catherine-Marie est la seconde fille de Francis Anthony Drexel et d'Hannah Langstroth Drexel, laquelle décède peu de temps après sa naissance. Son père épouse en secondes noces Emma Bouvier, qui continuera l'éducation de Catherine. Francis Anthony, banquier, offre à sa famille une indéniable aisance financière, tout en enseignant à ses filles que les biens matériels dont ils disposent doivent être partagés avec les plus pauvres. Elle fait sa première communion et sa confirmation (des mains de John Neumann) en l'église Saint-Jean-l'Évangéliste de Philadelphie.
La famille Drexel, avec les activités professionnelles du père, a l'habitude de beaucoup voyager, particulièrement en Europe. Après la mort de sa femme Emma (janvier 1883), pour distraire ses filles, Francis Drexel les emmène en Italie.

### La naissance de sa vocation
Le 18 novembre 1883, dans la basilique Saint-Marc de Venise, Catherine aperçoit un tableau de la Sainte Vierge et entend celle-ci lui dire: « Vous avez reçu gratuitement ; donnez gratuitement ». Elle reconnaît aussitôt ce passage de l'Évangile (Mt 10, 8) qui avait profondément influencé saint François d'Assise, saint pour lequel elle avait une profonde dévotion.
Au cours d'un autre voyage, dans l'Ouest Américain, cette fois, Catherine est bouleversée par les tristes conditions de vie des minorités Noires et Indiennes.
Francis Drexel, s'éteint à son tour le 15 février 1885, laissant ses trois filles héritières d'une immense fortune. Catherine et ses sœurs partent alors en Europe, afin de recruter des prêtres pour les missions indiennes aux États-Unis. Elles visitent Rome où, en janvier 1887, elles sont reçues en audience privée par le pape Léon XIII. Quand Catherine supplie le Saint-Père d'envoyer des missionnaires aux Indiens, elle reçoit cette réponse inattendue : « Pourquoi, mon enfant, ne devenez-vous pas vous-même missionnaire ? » Cette réponse la surprend, sa vocation n'étant pas encore à cette date une certitude pour elle.
En septembre de cette même année, Catherine, en compagnie de ses sœurs, visite les missions indiennes auprès des Dakotas. Là, elle rencontre Red Cloud, le célèbre chef sioux, et se rend compte de la situation pitoyable des Indiens. Dès son retour, Catherine offre alors une aide systématique en faveur des missions indiennes. En quatre ans, elle finance la construction de treize écoles. Cette attention pour les Indiens se double d'une préoccupation pour le sort des Noirs américains qui, malgré l'émancipation officielle, sont encore l'objet de graves discriminations. 
Pendant longtemps, Catherine a été dissuadée de suivre une vocation religieuse par son directeur spirituel, Mgr James O'Connor, évêque d'Omaha (Nebraska). Toutefois, après avoir reçu, en novembre 1888, une lettre dans laquelle Catherine insiste une fois de plus sur son désir d'embrasser la vie religieuse, Mgr O'Connor l'encourage alors à fonder elle-même une Congrégation nouvelle, un ordre missionnaire pour les Indiens et Noirs américains. Après quelques hésitations, elle finit par accepter, le 19 mars 1889.
C'est ainsi qu'elle rejoint les sœurs de la Miséricorde à Pittsburgh, et est reçue à leur noviciat, le 7 novembre 1889. Elle sera aidée dans sa tâche, après la mort de Mgr O'Connor, par l'archevêque de Philadelphie, Mgr Patrick Ryan.

### Fondation religieuse
Le 12 février 1891 Catherine Drexel fait profession religieuse en tant que première « Sœur du Saint-Sacrement pour les Indiens et les Noirs. »
L'année suivante, les sœurs achèvent de s'installer dans le couvent Sainte-Elizabeth à Cornwells Heights (Pennsylvanie).
Sœur Catherine rédige une règle de vie pour les Sœurs du Saint-Sacrement. En juillet 1907, elle reçoit à Rome une première approbation de Pie X et, peu de temps après, est élue Supérieure générale de l'Institut des « Sœurs du Saint-Sacrement pour les Indiens et Gens de Couleur ». Elle le restera jusqu'en 1937.
Le couvent de son nouvel institut n'étant pas encore achevé, elle ouvre son noviciat à Torresdale, dans une propriété appartenant à sa famille. Dix novices et trois postulantes la rejoignent bientôt. Un an après, la communauté compte 21 membres.
Trois ans plus tard, la congrégation ouvre un premier pensionnat à la Mission Sainte-Catherine de Santa Fe (Nouveau-Mexique).  
Durant toute sa vie, Catherine Drexel et sa congrégation ont ouvert 60 écoles, dont la plus célèbre, en 1915, est la Xavier University, à La Nouvelle-Orléans, premier institut catholique d'études supérieures pour les Noirs aux États-Unis, situé au 1 Drexel Drive.
En 1935, déjà malade, une crise cardiaque l'affaiblit encore plus. Les 18 dernières années de sa vie, devenue presque totalement grabataire, elle consacre son temps à la prière. Elle meurt le 3 mars 1955 à Cornwells Heights-Eddington (Pennsylvanie) à l'âge de 96 ans.

## Canonisation
Ses reliques se trouvent à son sanctuaire de la cathédrale Saints-Pierre-et-Paul de Philadelphie. 
Le processus de canonisation pour Catherine Drexel a été ouvert par John Cardinal Krol, en décembre 1964. Le 26 janvier 1987, elle fut déclarée Vénérable.
À la suite d'un miracle intervenu en 1974 (la guérison de Robert Gutherman, après les prières de sa famille à Mère Catherine) et reconnu par Rome, son procès en béatification s'est terminé le 20 novembre 1988 par sa béatification prononcée par Jean-Paul II.
Enfin, le 1er octobre 2000, Mère Catherine Drexel a été canonisée, par Jean-Paul II. Elle est commémorée le 3 mars selon le Martyrologe romain.

## Citations
- « Il est très convenable pour nous que les gens de cette ville n'aient pas de place pour nous et notre œuvre. Comme il est vrai que la grotte de Bethléem est la grande éducatrice du monde... Ne manquez pas de penser à Celui de qui je fais profession d'être amoureuse ! Soyez amoureux de ses humiliations ».

- « Chaque épreuve que nous subissons, est un acte de la miséricorde de Dieu, afin de nous détacher de la terre et de nous rapprocher de Dieu ».

- « Si vous êtes détachée des choses de la terre, vous aurez le royaume de Dieu en vous. Si vous n'êtes pas détachée, vous vous persuaderez que beaucoup de choses sont nécessaires, et vous en arriverez à mener une vie de facilité. Dieu comble ce qui est vide ».

- « La Religieuse a besoin de force. Proche du tabernacle, l'âme trouve la force, la consolation et la résignation. La Religieuse a besoin de vertus. Jésus dans le Saint-Sacrement est le modèle des vertus. La Religieuse a besoin d'espérance. Dans le Saint-Sacrement nous possédons le gage le plus précieux de notre espérance. L'Hostie contient le germe de la vie future ».

- Ses dernières paroles sont : « Ô Esprit Saint, je voudrais être une plume, afin que votre souffle m'emporte où bon vous semble ».